# TSV Maccabi München

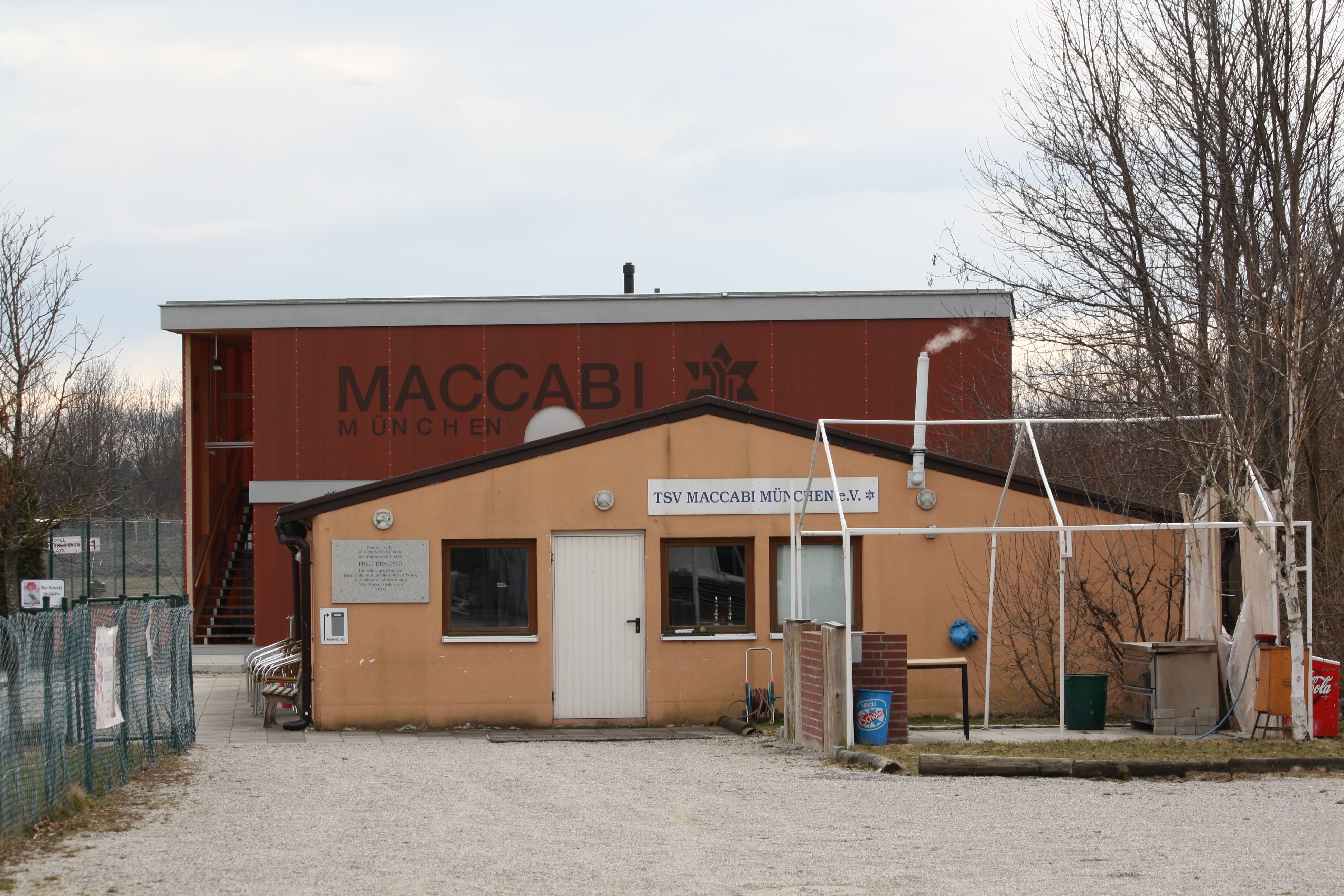
Sportgelände des TSV Maccabi München

Der TSV Maccabi München e.V. ist ein deutsch-jüdischer Sportverein in München. Er wurde 1965 von Überlebenden des Holocaust gegründet.
Das Vereinswappen ist der Davidstern in der Ausführung der Maccabi-Bewegung, deren Ziel die Förderung des Bewusstseins der jüdischen Jugend für religiöse, kulturelle und nationale Werte ist. Der Begriff Maccabi wird vom Namen einer Priesterfamilie, den Makkabäern, abgeleitet, deren Mitglieder als Freiheitskämpfer angesehen sind.
Maccabi München ist mit ca. 1000 aktiven Mitgliedern im Dachverein Makkabi Deutschland organisiert, welcher wiederum Mitglied der Maccabi World Union ist. Der Verein ist offen für Sportler aller Religionen und Nationalitäten. Sie kommen aus fünfzehn Nationen. Er leistet damit einen Beitrag zum Verständnis der Mitglieder unterschiedlicher Herkunft. Den Mitgliedern wird ein internationales Netz von Kontakten in über 50 Ländern und 400.000 Mitgliedern geboten. Überregionale Bedeutung und Resonanz erhält der Verein durch seine aktive Versöhnungsarbeit, so durch die Beteiligung an der DFB-Ausstellung „Kicker, Kämpfer, Legenden – Juden im deutschen Fußball“ und Turniere mit entsprechender Medienresonanz und prominenten Teilnehmern. Der Verein richtet das jährlich am 28. Juli stattfindende Kurt-Landauer-Turnier aus. Landauer war Jude und Präsident des FC Bayern München.
Der Verein hat seit 1990 seinen Sitz in der Riemer Straße 300 in München, eine weitere Trainingsstätte ist seit 2007 die „Fred Brauner Turnhalle“ des jüdischen Zentrums in der Münchener Innenstadt. Angeboten werden unter anderem Fußball, Boxen, Gymnastik, Tennis, Tischtennis, Hip-Hop und Karate. Fred Brauner hat zusammen mit Janusz Rat beim damaligen Oberbürgermeister Christian Ude erreichen können, dass die Landeshauptstadt München das Gelände in Riem zur Errichtung der Maccabi-Sportanlage mittels eines Erbpachtvertrags zur Verfügung gestellt wurde.
Die erste Herrenmannschaft der Fußballabteilung spielt 2023/24 in der A-Klasse des Kreises München. Der Sportplatz trägt den Namen von Kurt Landauer.

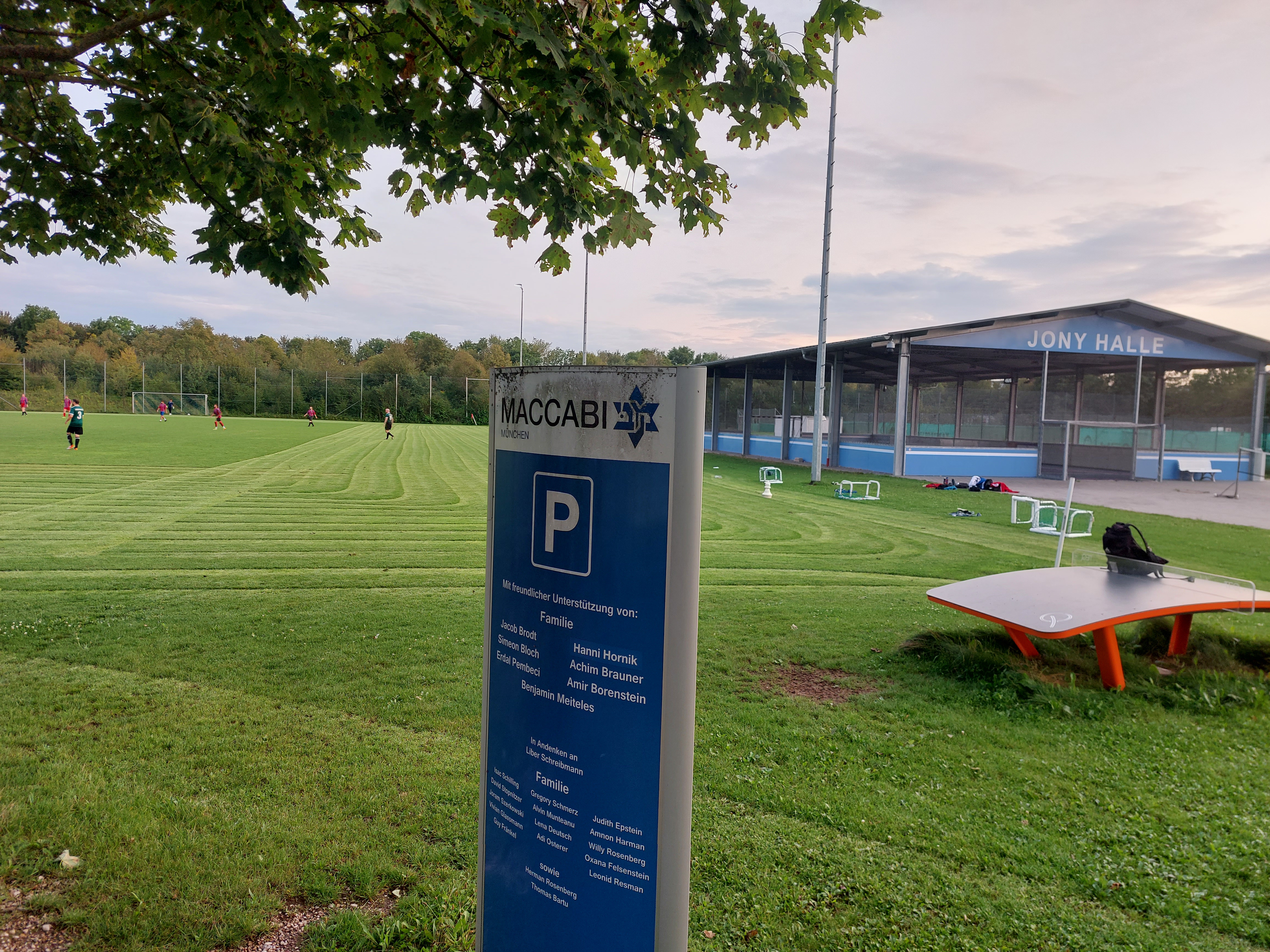
Kurt-Landauer-Platz